# Vulsor penicillatus
Vulsor penicillatus är en spindelart som beskrevs av Simon 1896. Vulsor penicillatus ingår i släktet Vulsor och familjen Ctenidae.
Artens utbredningsområde är Madagaskar. Inga underarter finns listade i Catalogue of Life.